# Andrzej Wroński
Andrzej Wroński (n. 8 octombrie 1965, Kartuzy, voievodatul Pomerania, Polonia) este un luptător ce a reprezentat Polonia, medaliat olimpic. A participat la 4 ediții ale Jocurilor Olimpice (1988, 1992, 1996, 2000) în care a câștigat două medalii de aur.